# 11133 Kumotori
11133 Kumotori (1996 XY) là một tiểu hành tinh vành đai chính được phát hiện ngày 2 tháng 12 năm 1996 bởi T. Kobayashi ở Oizumi.